# Jana Teschke
Jana Teschke (22 de setembro de 1990) é uma jogadora de hóquei sobre a grama alemã, medalhista olímpica.

## Carreira
Jana Teschke integrou o elenco da Seleção Alemã Feminina de Hóquei Sobre Grama, nas Olimpíadas de 2016, conquistando a medalha de bronze.